# MJ (歌手)
MJ（エムジェイ、1994年3月5日 - ）は、韓国の歌手、俳優であり、韓国の6人組男性アイドルグループ・ASTRO、5人組トロットパフォーマンスアイドル・タソッジャン（SUPER FIVE）のメンバーである。本名、キム・ミョンジュン（朝: 김명준; 中: 金明俊; 英: Kim Myung-jun）。大韓民国京畿道水原市出身。身長175cm。血液型はO型。Fantagio所属。

## 来歴

### デビュー前
1994年3月5日、大韓民国ソウル特別市江東区に生まれる。家族構成は、両親、兄。
2012年12月16日、所属事務所であるFantagioが展開する新人開発プロジェクト「Fantagio iTeen」の研修生として入所し、グループ名が決定されるまでは「i-Teen Boys」という仮称で活動していた。 オーディションの際、会社関係者に「10kg痩せたら合格させてあげる」と言われ、10kgの減量に成功しFantagioの練習生になった。
2015年8月にグループ名とメンバーが発表され、同月にウェブドラマ『ASTROのTO BE CONTINUED』に出演した。

### ASTROとして
2016年2月23日、6人組男性アイドルグループASTROとしてデビューした。
2018年12月22日 - 23日に韓国ソウル特別市KBSアリーナで開催された「The 2nd ASTROAD to Seoul [STAR LIGHT]」で初のソロ曲「てきぱきと（Don't Do It）」を披露し、2019年6月に発売された同コンサートDVDに収録された。
2019年2月、韓国ドラマ『たった一人の私の味方』で初のOST収録曲「私の人生のすべて（All of My Life）」を歌唱した。同月、韓国旅行番組『Have To Go to Know』のためにベトナムのニャチャンを訪問した。3月、同グループのメンバーであるジンジンと共に朝鮮放送の旅行・バラエティ番組企画『Go Together, Travel Alone』に参加した。6月には『Insane Quiz Show Season2』でBTOBのイルフン、今月の少女のチュウと共同司会を務めた。7月、同グループのメンバーであるユンサナと共にバラエティトーク番組『Blanket Kick at Night』のMCを務めた。8月、『ミステリー音楽ショー: 覆面歌王』にドライバー・キム役で出演した。
2020年4月、韓国ドラマ『Eccentric! Chef Moon』でOST収録曲「Sweet Spring」を歌唱した。同月、2AMのチョ・グォン、NU'ESTのレン、シン・ジュヒョプと共に、韓国版ミュージカル『ジェイミー』にジェイミー役として出演した。本作はドラァグクイーンを目指すジェイミーの実話を基にしたイギリスのミュージカルであり、7月4日から9月11日まで江南区のLGアーツセンターで上演された。
2021年3月、TBS『Fact iN Star』単独MCを務めた。
12月、ミュージカル『ジャック・ザ・リッパー』に出演し、オム・ギジュン、FTISLANDのイ・ホンギ、INFINITEのウヒョン、SF9のインソンと共に外科医ダニエル役を演じた。 本作は1888年、英国で発生した連続殺人事件、切り裂きジャックを題材にしたミュージカルである。
2022年1月、体調不良による活動休止を発表した。
2022年4月9日、2022 ASTRO AROHA FESTIVAL [GATE 6] で活動を再開し、入隊を発表。
2022年5月9日入隊。訓練所で基礎軍事訓練を受けた後、同年6月、陸軍士官学校軍楽隊に配属される。
2023年11月8日除隊。

### タソッジャン（SUPER FIVE）として
2020年7月、MBCの『Favorite Entertainment』に出演した。チャン・ユンジョンが結成した5人組トロットパフォーマンスアイドル「タソッジャン（SUPER FIVE）」のメンバーに選ばれ、8月22日にMBC『ショー!K-POPの中心』でデビューした。グループ内では本名を使用しており、PENTAGONのフイ、A.cianのチュ・ヒョクジン、パク・ヒョンソク、オク・ジヌクで構成されている。

### ソロ活動
2021年11月3日、1stソロデジタルシングル『Happy Virus』を発売し、タイトル曲『Get Set Yo』でセミトロット歌手としてソロデビューした。ソロアルバムのリリースは、ASTRO内で初となる。
歌手のヨンタクがプロデュースし、キム・テヨンがフィーチャリングとして参加している。
11月29日、SBS「ザ・トロットショー」に出演し、ソロデビュー曲『Get Set Yo』で1位を獲得した。

## 作品

### ソロ曲
- てきぱきと（Don't Do It）（2018年） - 「The 2nd ASTROAD to Seoul [STAR LIGHT]」に収録[11][6][7]
- Get Set Yo（2021年） - 1stソロデジタルシングル「Happy Virus」に収録（タイトル曲）
- Valet Parking （2021年）- 1stソロデジタルシングル「Happy Virus」に収録

### コラボレーション
- 今日のように（Like today）（2018年12月13日、Interpark INT） - 同事務所所属グループHello Venus、Weki Mekiとの合同スペシャルアルバム『FM201.8-12Hz All I Want』に収録。Weki Mekiのメンバールーシーと共に楽曲に参加している[31][32]。

### OST
- 私の人生のすべて（2019年2月） - MBS『たった一人の私の味方』OSTに収録[14][8][15][9]。
- Sweet Spring（2020年4月） - チャンネルA（英語版）『Eccentric! Chef Moon（英語版）』OSTに収録[15][33]。
- 봄날의 기억 春の日の記憶（2022年5月）-『춘정지란（春情の乱）』OSTに収録[34][35]

### タソッジャン（SUPER FIVE）として
- Hello（잘 될 거야）（2020年）[36]
- All Eyes on You（시선고정）（2020年）[37]
- Tear Rain（눈물비）（2020年）[38]

## 出演

### ドラマ
- ASTROのTO BE CONTINUED（2015年8月20日 - 9月3日、MBC Every1）MJ（本人） 役[5]
- マイ ロマンチック サム レシピ（2016年、Naver TVCast）ゲスト（第6話）
- 僕たちの復讐ノート（2017年10月27日 - 2018年1月5日、oksusu）MJ（本人） 役[39][40]
- 感性食堂～SOUL PLATE～（2019年10月25日 - 不明、Naver tvcast）エンジェル・ラオニール 役[41][42]
- 숨은그놈찾기  Find Me If You Can （2021年11月9日 - 2021年12月4日）ソルユファン役

### バラエティ
- Gotta Go to Know（2019年、SBS）[43]
- Go Together Travel Alone（2019年、朝鮮放送）[16][11][44]
- Insane Quiz Show Season 2（2019年、V LIVE）[45]
- Blanket Kick at Night（2019年、tVn D）MC[17][13][46]
- ミステリー音楽ショー: 覆面歌王（英語版）（2019年、MBC）第213話 - 第214話出場者 / ドライバー・キム 役[22][14][47]
- Favorite Entertainment（2020年、MBC）[22]
- Fact iN Star （2021年、TBS）MC[48]
- GODIVA SHOW （2021年、東亜TV）[49]

### 舞台
- ジェイミー（2020年7月4日 - 9月12日、LGアーツセンター）ジェイミー 役[1][16][17][2]
- ジャック・ザ・リッパー （2021年12月3日 - 2022年2月6日、韓電アートセンター）ダニエル役[50]